# Pseudosphyrapus centobi
Pseudosphyrapus centobi är en kräftdjursart som beskrevs av Mihai Bacescu 1981. Pseudosphyrapus centobi ingår i släktet Pseudosphyrapus och familjen Sphyrapidae. Inga underarter finns listade i Catalogue of Life.